# 15 хвилин
«15 хвилин» (англ. 15 Minutes) — фільм режисера Джона Херцфельда. Знятий в США в вийшов на екрани в 2001 році.

## Сюжет
Два психа приїжджають в Америку. Один чех, інший росіянин. Один вбиває людей, інший робить з цього кіно. На перших же хвилинах під «калинку-малинку» ріжуть і спалюють російського емігранта сантехніка. Психи шукають слави, а їх шукає найкращий нью-йоркський детектив, улюбленець Нью-Йорка.

## У ролях
- Роберт Де Ніро — Едді Флеммінг
- Едвард Бернс — Джордан Варшава
- Евері Брукс — Леон Джексон
- Келсі Греммер — Роберт Хокінс
- Меліна Канакаредес — Ніколетт
- Карел Роден — Еміль Словак
- Олег Тактаров — Олег Разгул
- Володимир Машков — Мілош Карлов
- Віра Фарміґа — Дафна
- Шарліз Терон — Роза Герн
- Антон Єльчін — хлопчик у палаючому будинку

## Нагороди
Із кіно-нагород відома тільки номінація 2002 року на премію «Таурус» Всесвітньої академії каскадерів «Постановка найкращої бійки» (англ. World Stunt Awards — вручається з 2001 року за 9 номінаціями).

## Критика
Критика одностайністю не відрізнялась.
«Фільм 15 хвилин — трішки цинічна сатира на відображення насильства і розпусти в мас-медіа. В ньому нема блиску „Природжених вбивць“ і дотепності „Плутовства“, але це справжнє кіно, з гострими краями, таке, як є.» Роджер Еберт, «15 Minutes»//Чикаго СанТаймс (9 березня 2001 р.)
«Фільм з давно закінченим терміном придатності» Роллінг Стоун (5 березня 2001 р.)
«Уявлення про Америку, як проо землю необмежених можливостей (особливо для злочинців), нам з незаперечною наполегливістю намагаються подати в „15 хвилинах“, фільмі-трилері скоріше надуманому, ніж захоплюючому.» Тодд Маккарті, «15 Minutes» // огляд Вар'єте (2 березня 2001 р.)

## Цікаві факти
- Назва фільму «15 Minutes» виникає з фрази художника, режисера, культової фігури поп-арту Енді Ворхола «В майбутньому кожен зможе стати всесвітньо відомим на 15 хвилин» (англ. "In the future, everyone will be world-famous for 15 minutes".). У фільмі є багато маячків-нагадувань про цю фразу.
- Карел Роден (актор із Чехії) для створення східноєвропейського колориту в фільмі постійно говорить і лихословить чеською мовою, Олег Тактаров — російською. Обидва, за твердженням авторів, чудово розуміють один одного.
- Герой Олега Тактарова уявляє себе режисером Френком Капрою. В одній зі сцен він навіть представляється під цим прізвищем. Враховуючи практично повне незнання американського кіно 30-х — 50-х років в СРСР, а потім і в Росії, Разгул міг чути про нього тілько прослухавши академічний курс історії світового кінематографу.